# Mesopora
Mesopora es un género de foraminífero bentónico considerado homónimo posterior de Mesopora Wesmael, 1852, de estatus incierto, y sinónimo posterior de Operculina de la familia Nummulitidae, de la superfamilia Nummulitoidea, del suborden Rotaliina y del orden Rotaliida. Su especie tipo era Mesopora chloris. Su rango cronoestratigráfico abarcaba el Holoceno.

## Clasificación
Mesopora incluía a la siguiente especie:
- Mesopora chloris